# Jeanneliensia lujai
Jeanneliensia lujai är en insektsart som beskrevs av Victor Lallemand 1949. Jeanneliensia lujai ingår i släktet Jeanneliensia och familjen spottstritar. Inga underarter finns listade i Catalogue of Life.